# 巡回
| ウィキペディアには「巡回」という見出しの百科事典記事はありません（タイトルに「巡回」を含むページの一覧/「巡回」で始まるページの一覧）。 代わりにウィクショナリーのページ「巡回」が役に立つかもしれません。 |